# Roulette

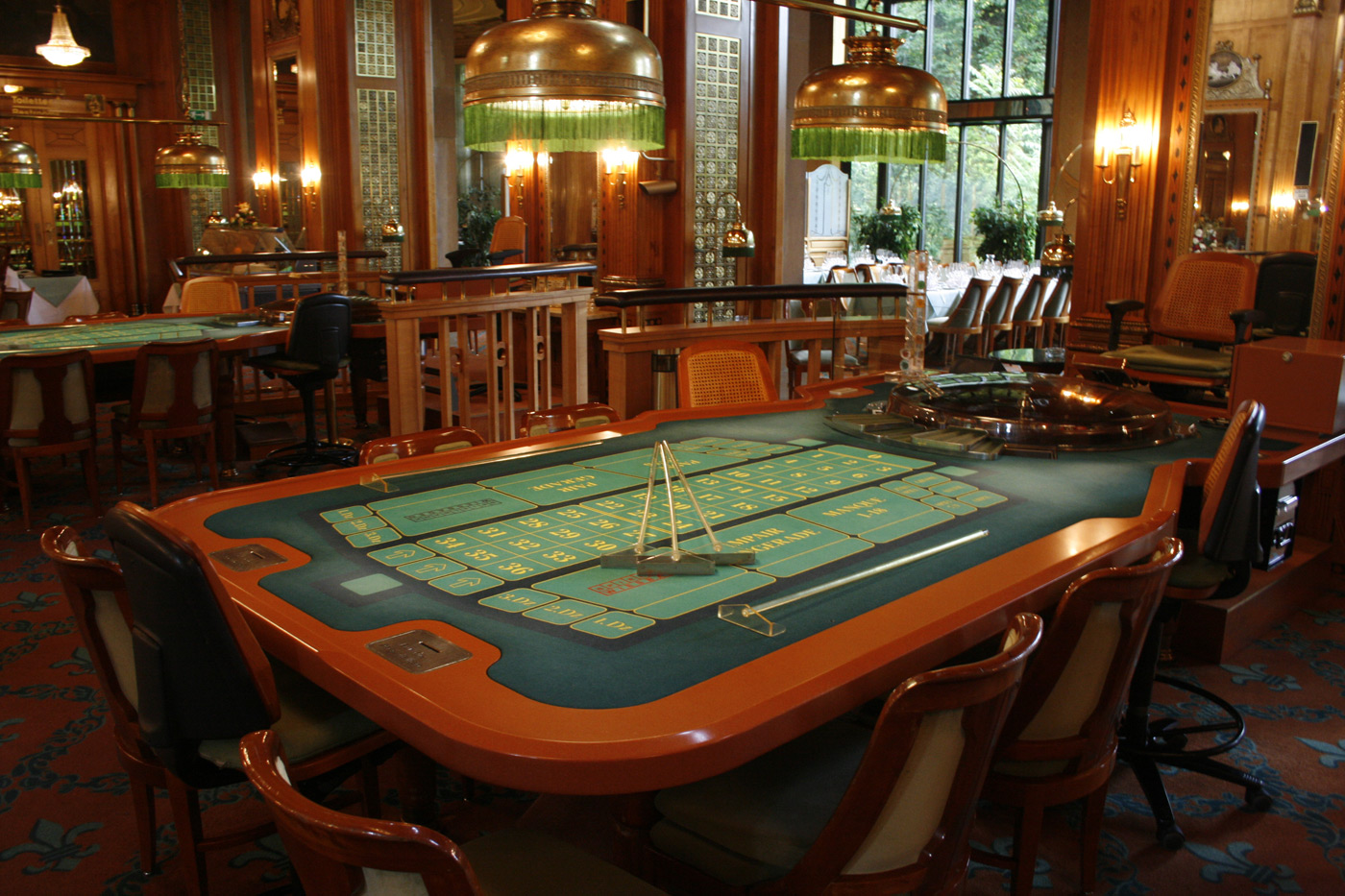
Der Roulette-Tisch (Einfachtisch)

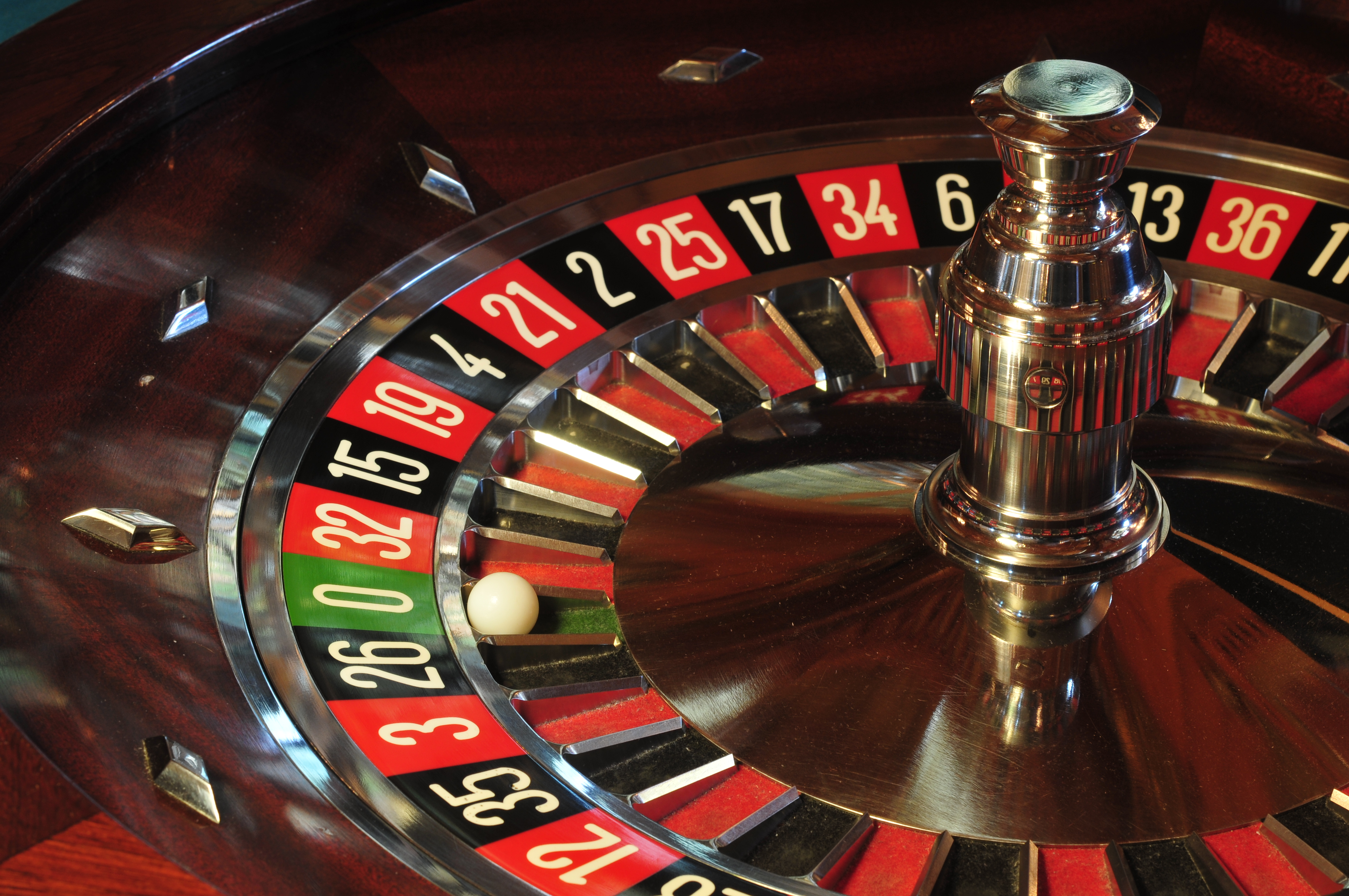
Das Rouletterad

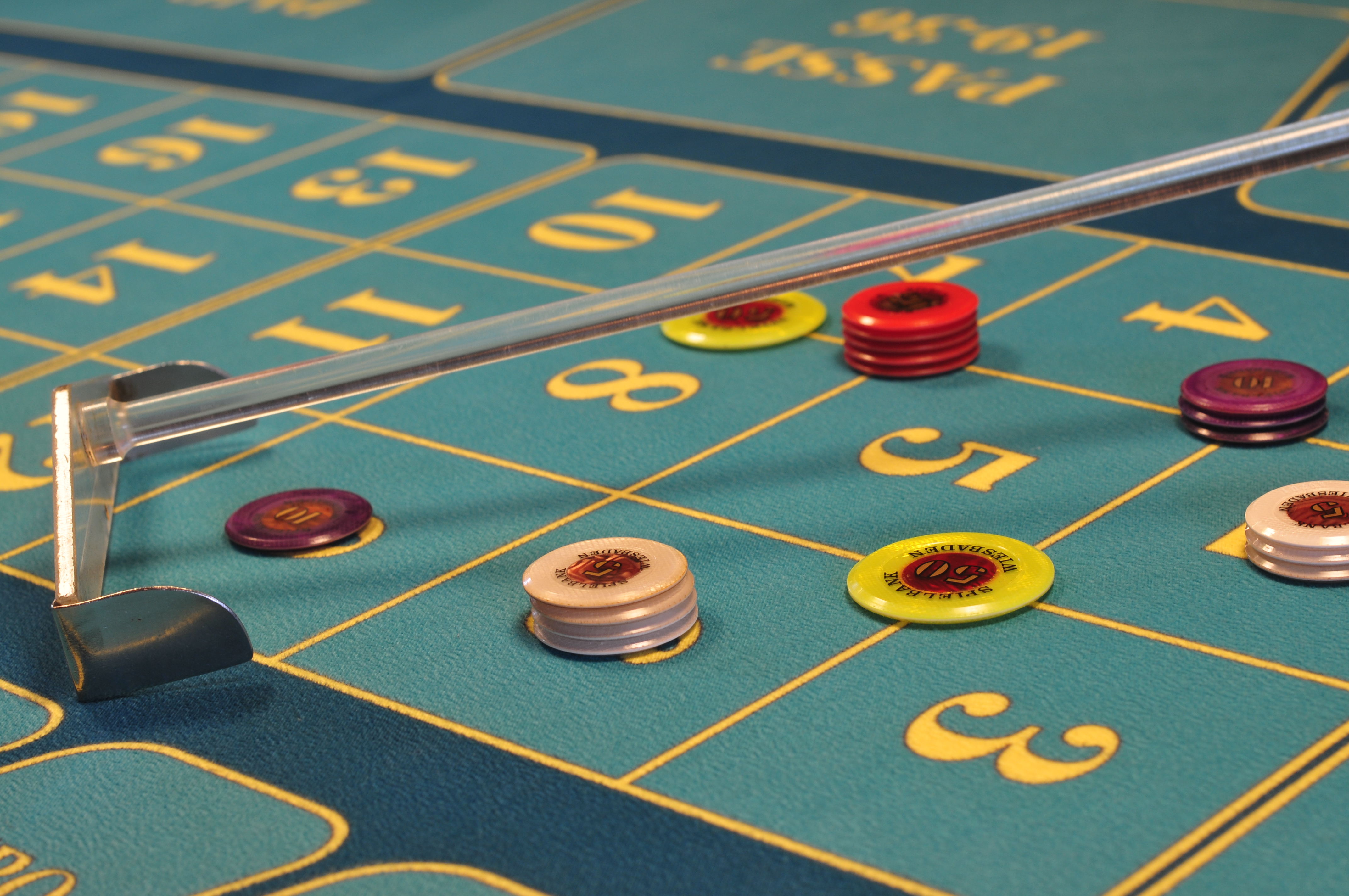
Tisch mit Jetons und Rateau (-> Teigrechen, Rozelle)

Die Anordnung der Zahlen im französischen Roulettekessel

Die Zugehörigkeit zu den 1:1- und 2:1-Chancen

Tableau für das französische Roulette

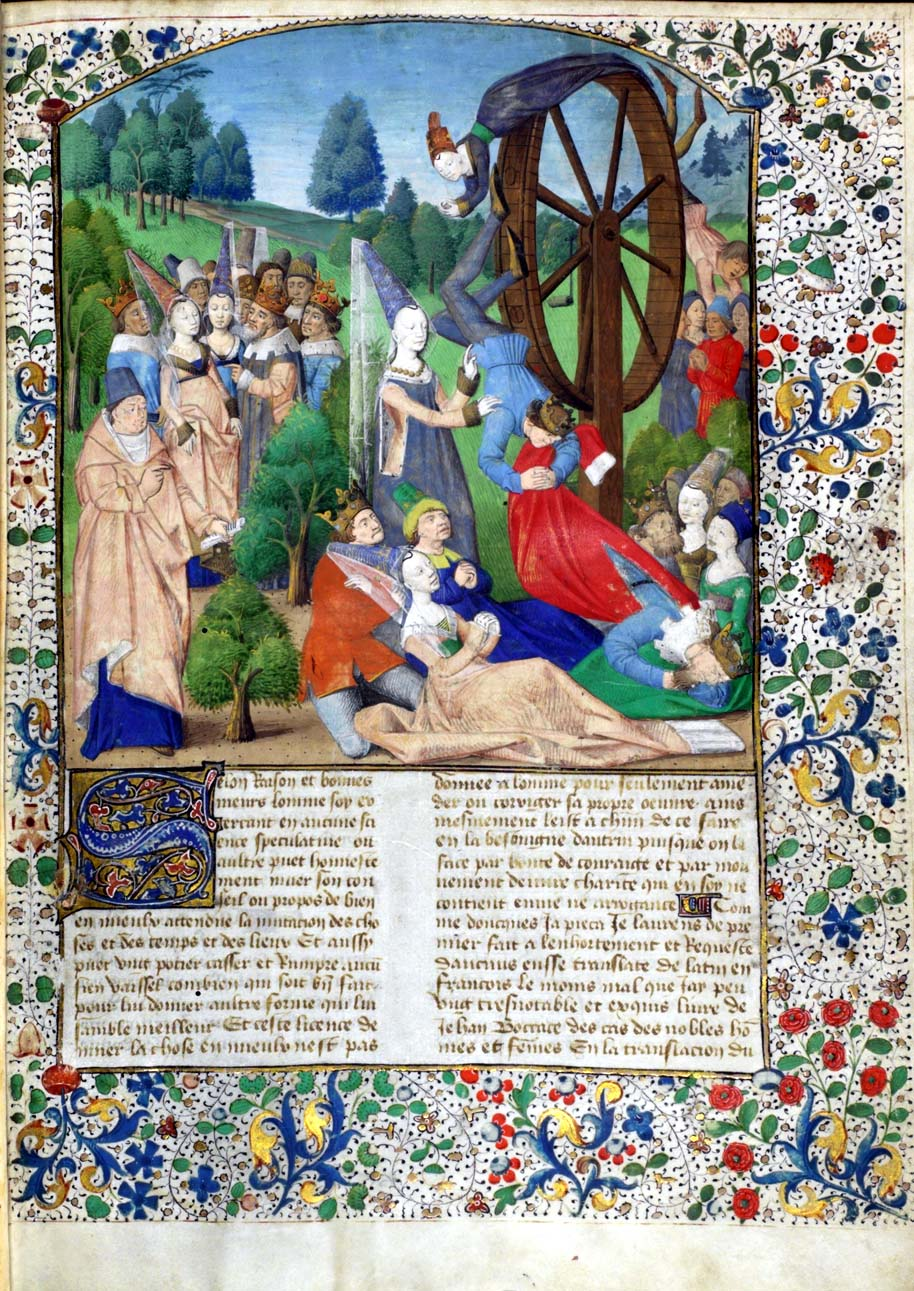
Das Rad der Fortuna in einer mittelalterlichen Handschrift

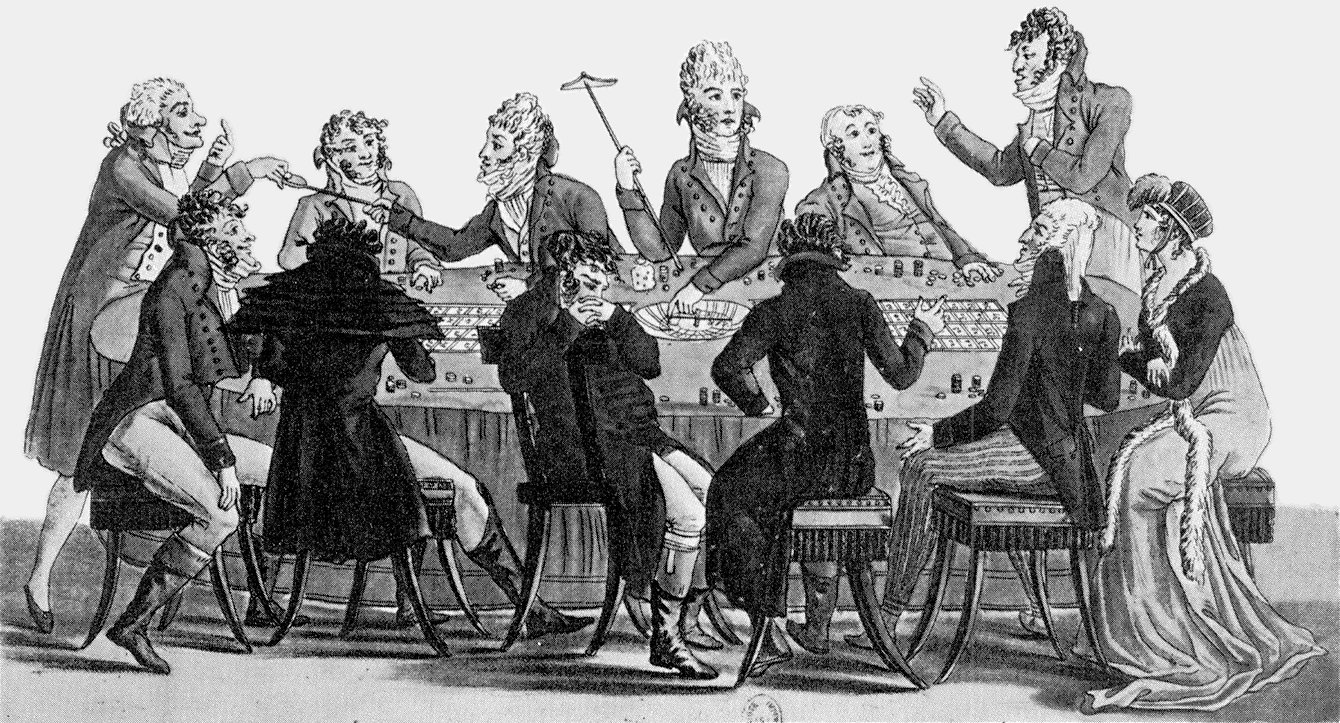
Roulette-Spiel um 1800

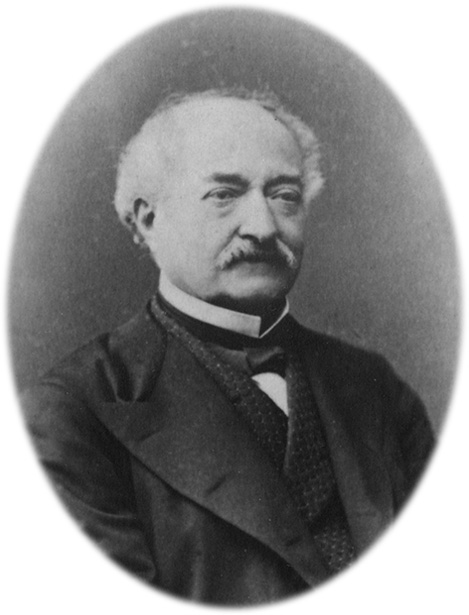
Porträt von François Blanc

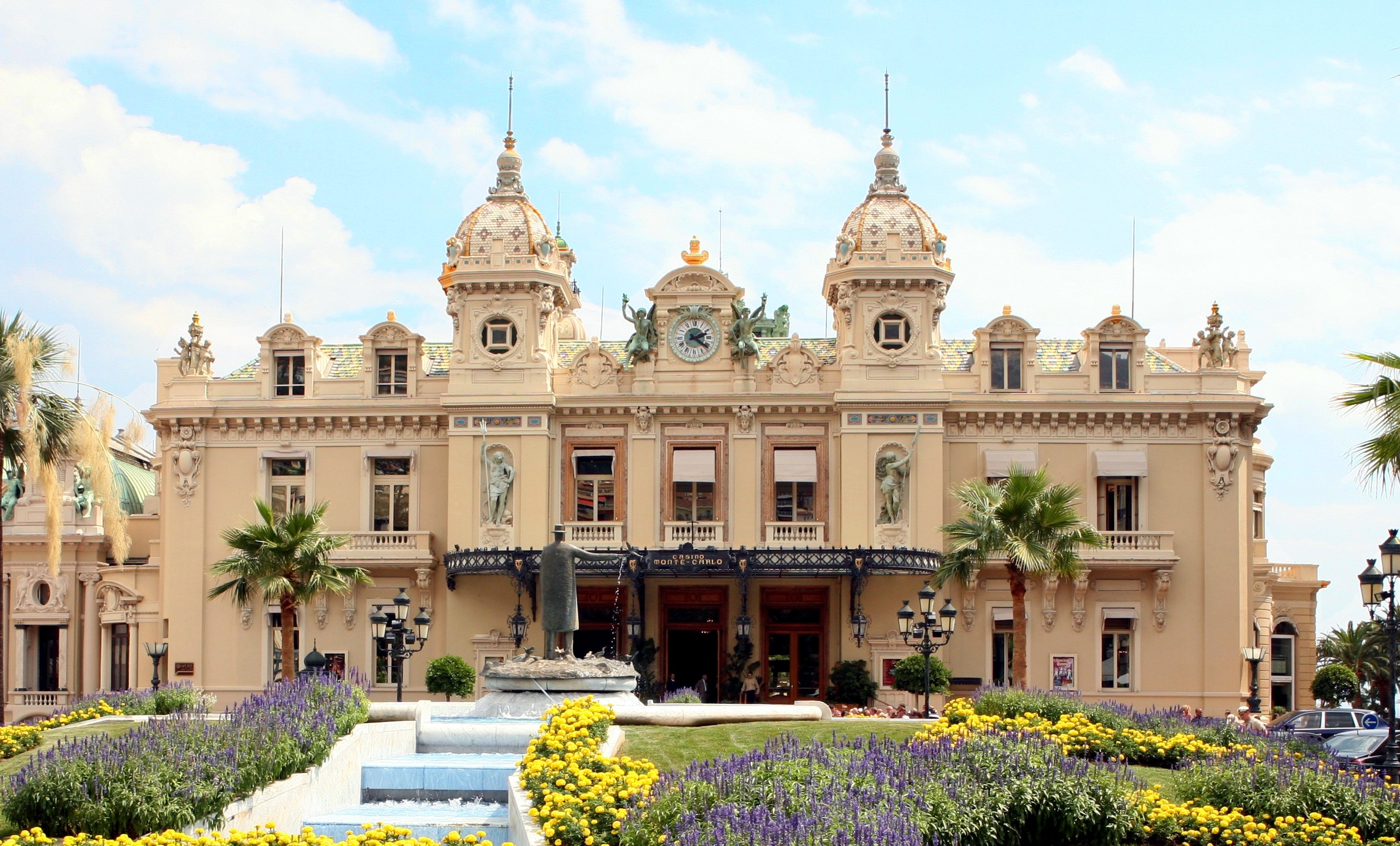
Spielbank von Monte Carlo

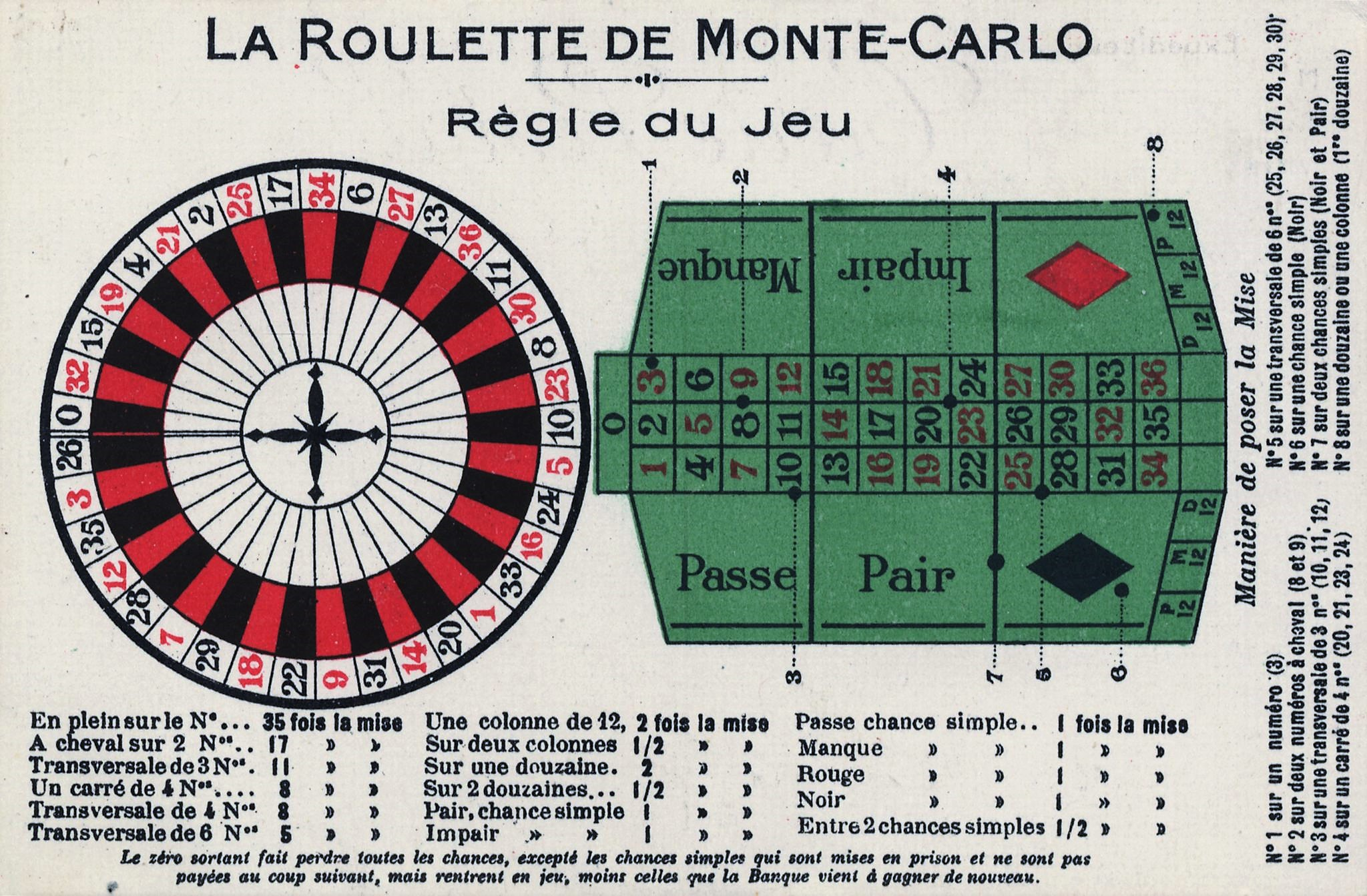
Regeln der Spielbank von Monte Carlo

Roulette [ruˈlɛt] (französisch roulette; deutsch „Röllchen“) ist ein weltweit verbreitetes, traditionelles Glücksspiel, das vor allem in Spielbanken angeboten wird. Das Roulette bezeichnet das Spiel, die Roulette bezeichnet die Roulette-Maschine.
Beim Roulette setzt man auf Zahlen bzw. bestimmte Eigenschaften von Zahlen, die durch den zufälligen Lauf einer Roulette-Kugel in einem Kessel bestimmt werden.

## Geschichte
Die Erfindung des Roulette wird oft dem französischen Mathematiker Blaise Pascal zugeschrieben – dies beruht aber auf einem Missverständnis: Pascal war zwar einer der Pioniere der Wahrscheinlichkeitsrechnung und verfasste im Jahr 1658 seine Histoire de la roulette und Suite de l’histoire de la roulette, doch handeln diese Schriften nicht vom Roulette-Spiel, sondern von der in Frankreich auch Roulette genannten Zykloide.
Als Ursprungsland wird häufig das Italien des 17. Jahrhunderts genannt, immerhin bezeichnet Meyers Konversationslexikon das Große Roulette mit den 38 Zahlen 00, 0, 1–36 noch um 1900 als Italienisches Roulette – im Gegensatz zum Kleinen oder Deutschen Roulette, das so wie das Boule-Spiel nur 18 Fächer kennt. Die Wurzeln des Roulette sind wohl so wie diejenigen des Glücksrades im mittelalterlichen Rad der Fortuna zu suchen.
Das Roulette kam im Laufe des 18. Jahrhunderts nach Frankreich, wo es Ludwig XV. vergeblich zu verbieten versuchte. Napoleon Bonaparte erlaubte 1806 das Glücksspiel nur mehr in den Spielhäusern des Pariser Palais Royal, wo bis zur Schließung durch Louis-Philippe I. Ende 1837 neben Pharo und Rouge et noir bzw. Trente et quarante auch Roulette gespielt wurde.
Die Zeit nach 1837 war die große Zeit der Spielbanken von Baden-Baden, Bad Homburg und Wiesbaden, wo Fjodor Michailowitsch Dostojewski das Roulette kennenlernte und diesem Spiel verfiel – aus diesem Erlebnis entstand der Roman Der Spieler.
Um das Spiel in Bad Homburg attraktiver zu gestalten und dem Casino einen Wettbewerbsvorteil gegenüber den anderen Spielbanken zu verschaffen, verzichtete François Blanc im Jahre 1841 auf das Double zéro und verringerte damit den Vorteil der Spielbank gegenüber den Pointeuren, worauf sehr bald die anderen Casinobetreiber dem Beispiel Blancs folgten. In den USA ist die Doppel-Null noch heute üblich.
Nach der Reichsgründung mussten mit Jahresende 1872 alle deutschen Spielbanken schließen; sie wurden erst 1933 unter den Nationalsozialisten wiedereröffnet.
Das Glücksspielverbot in Frankreich und Deutschland kam vor allem dem Fürstentum Monaco zugute. François Blanc nutzte diese Gelegenheit und führte die Spielbank von Monte Carlo zu ihrer Blütezeit.
Heute wird Roulette in Spielbanken in aller Welt nach nahezu identischen Regeln gespielt. Unterschiede beziehen sich im Wesentlichen nur darauf, ob mit Double Zéro gespielt wird oder nicht, und auf die Regeln für das Ereignis, wenn die Kugel auf Zéro fällt.

## Französisches Roulette

### Spieltisch
Französisches Roulette wird klassisch an Doppeltischen gespielt: In der Mitte eines langen, mit grünem Tuch (französisch Tapis) bespannten Tisches ist der Roulettekessel (französisch Cylindre) in einer Vertiefung eingelassen, links und rechts davon befinden sich die Einsatzfelder (französisch Tableau). Jeder Tisch wird von acht Angestellten des Casinos betreut, der Zylinder befindet sich in der Mitte von vier Croupiers, an den beiden Kopfenden sitzt jeweils ein weiterer Croupier und für jede Tischhälfte ist ein eigener Chef de table zuständig.
Heute wird jedoch vorwiegend an Einfachtischen gespielt, die von vier Croupiers betreut werden: Der Roulettekessel befindet sich an einem Tischende, und es gibt nur ein Tableau, das sich in der Mitte des Tisches befindet.
Die Roulettemaschine (Kessel) besteht aus einer in eine Schüssel eingelassenen, drehbaren Scheibe mit 36 abwechselnd roten und schwarzen Nummernfächern sowie einem 37., grün gekennzeichneten Fach für die Null (französisch Zéro). Die Roulette-Schüssel (französisch Cuvette) wurde früher aus Ebenholz gefertigt, heute werden jedoch auch vielfach Kunststoffe verwendet.
Mithilfe einer – früher aus Elfenbein gefertigten – Kugel wird die Gewinnzahl ermittelt.

### Spielablauf
Ziel ist es, in jedem einzelnen Spiel (französisch Coup) zu erraten, auf welche Zahl die Kugel fallen wird.
Mit der Aufforderung „Faites vos jeux!“, deutsch „Machen Sie Ihr Spiel!“ oder „Bitte, das Spiel zu machen“ (englisch Make your bets!) bittet der Croupier die Spieler um ihre Einsätze. Diese werden mit Jetons geleistet. Entweder legt der Spieler selbst seine Jetons auf das Tableau oder er bittet den Croupier, dies für ihn zu tun und nennt (französisch annonciert) die Zahl oder Zahlengruppe, auf die er setzen möchte.
Die Einsätze müssen zumindest das an jedem Tisch angegebene Minimum betragen und dürfen das je nach Wettart unterschiedliche Maximum nicht überschreiten.
Sind genug Einsätze getätigt, setzt der Croupier die Roulette-Scheibe in Bewegung und wirft die Kugel gegen die Drehrichtung in den Zylinder. Auch jetzt darf zunächst noch gesetzt werden. Nach der Ansage „Rien ne va plus“ (französisch Les jeux sont faits, deutsch „Nichts geht mehr“, englisch No more bets) darf nicht mehr gesetzt werden. Sobald die Kugel in einem Nummernfach liegen bleibt, sagt der Croupier die Gewinnzahl, deren Farbe und die weiteren gewinnenden einfachen Chancen (siehe unten) laut an, und zeigt mit seinem Rechen (französisch Rateau) auf die Gewinnzahl.
Zunächst werden die verlierenden Einsätze – die sogenannte Masse – eingezogen; sodann werden alle Chancen, die mit der Gewinnzahl zusammenhängen, ausbezahlt.

### Wettmöglichkeiten

#### Einfache Chancen
Die beliebteste Wettart beim Roulette sind die Wetten auf die einfachen Chancen. Die Nummern 1–36 sind auf drei verschiedene Arten in Zahlengruppen zu je 18 Nummern eingeteilt, diese sind:
- französisch Rouge (Rot, engl. Red) und Noir (Schwarz, engl. Black),
- französisch Impair (Ungerade, engl. Odd) und Pair (Gerade, engl. Even), sowie
- französisch Manque (Niedrig, engl. 1–18) und Passe (Hoch, engl. 19–36).

Im Gewinnfall erhält man einen 1:1-Gewinn.

#### Mehrfache Chancen
- Plein, engl. full number: Man setzt auf eine der 37 Zahlen, die Auszahlungsquote beträgt 35 : 1.
- Cheval, engl. split: Man setzt auf zwei auf dem Tableau benachbarte Zahlen, z. B. 0/2 oder 13/14 oder 27/30, die Auszahlungsquote beträgt 17 : 1.
- Transversale pleine, engl. street: Man setzt auf die drei Zahlen einer Querreihe des Tableaus, also z. B. 19, 20 und 21, die Auszahlungsquote beträgt 11 : 1. Tätigt man den Einsatz nicht selbst und bittet den Croupier, die Jetons zu platzieren, so nennt man bei einer Wette auf eine Zahlengruppe immer die niedrigste und die höchste Nummer. In diesem Beispiel also „Transversale 19–21“.
- Les trois premiers, engl. first three: Man wettet auf die ersten drei Nummern, d. h. auf 0, 1 und 2; die Auszahlungsquote beträgt wie bei der Transversale pleine 11 : 1.
- Carré, engl. corner: Man setzt auf vier auf dem Tableau angrenzende Nummern, z. B. 23/24/26/27. Die entsprechende Annonce lautet „Carré 23–27“; die Auszahlungsquote beträgt 8 : 1.
- Les quatre premiers, engl. first four: Man setzt auf die ersten vier Zahlen, d. h. auf 0, 1, 2 und 3. Die Auszahlungsquote beträgt wie beim Carré 8 : 1.
- Transversale simple, engl. six line: Man setzt auf die sechs Zahlen zweier aufeinanderfolgender Querreihen des Tableaus, z. B. auf die Zahlen 4, 5, 6, 7, 8 und 9. Die entsprechende Annonce lautet „Transversale 4–9“, die Auszahlungsquote beträgt 5 : 1.
- Douzaines, engl. dozens: Die Zahlen 1–36 sind in drei Dutzende eingeteilt, die Gewinnquote beträgt jeweils 2 : 1
  - 12P, premier, engl. first dozen. Erstes Dutzend, die Zahlen 1–12
  - 12M, milieu, engl. second dozen. Mittleres Dutzend, die Zahlen 13–24
  - 12D, dernier, engl. third dozen: Letztes Dutzend, die Zahlen 25–36
- Colonnes, engl. columns: Eine andere Einteilung in drei Gruppen von jeweils 12 Zahlen bilden die Kolonnen, die Gewinnquote beträgt so wie bei den Dutzenden jeweils 2 : 1.
  - Colonne 34: Die erste Kolonne umfasst die Zahlen 1, 4, 7, 10, …, 34
  - Colonne 35: Die mittlere Kolonne umfasst die Zahlen 2, 5, 8, 11, …, 35
  - Colonne 36: Die letzte Kolonne umfasst die Zahlen 3, 6, 9, 12, …, 36.

Anmerkungen
- Gewinnende Einsätze werden rückerstattet, d. h. hat man bspw. 10 € auf ein Carré gesetzt und gewonnen, so erhält man einen 8 : 1-Gewinn, also 80 € und den ursprünglichen Einsatz, insgesamt also 90 €, zurück.
- Die Gewinnquoten errechnen sich allgemein wie folgt: Man dividiert die Zahl 36 – bei der Berechnung der Gewinnquoten wird so verfahren, als ob es nur 36 statt 37 Nummern gäbe – durch die Anzahl der besetzten Nummern und zieht davon eins ab: Bei einem Carré sind vier Nummern besetzt, die Gewinnquote beträgt daher 36/4 − 1 = 8.
- Die einfachen Chancen, Dutzende und Kolonnen werden als niedrige Chancen bezeichnet, die übrigen Wettarten als hohe Chancen.

### Ansagespiele

#### Kesselspiele
Bei den Kesselspielen setzt der Spieler auf Nummern, die im Roulette-Zylinder benachbart liegen. Kesselspiele werden gewöhnlich annonciert, man findet aber auch auf vielen Tischen spezielle Einsatzfelder für manche dieser Spielarten.
- Spiel mit Nachbarn (Voisins): Ein Spieler kann auf eine Zahl mit bis zu vier Nachbarn zu beiden Seiten setzen, z. B. bedeutet die Ansage „7 mit den zwei Nachbarn“ (kurz: „7-2-2“), dass der Spieler auf die Zahlen 18, 29, 7, 28 und 12 wettet und dafür fünf Jetons benötigt. Die fünf Nummern dieses Beispiels liegen im Kessel nebeneinander (vgl. Bild).
- Zéro-Spiel (Jeu Zéro): Beim Zéro-Spiel setzt man mit vier Jetons auf die sieben im Kessel nebeneinander liegenden Nummern 12, 35, 3, 26, 0, 32 und 15, die die Null einschließen. Die Jetons werden dabei wie folgt gesetzt: drei Chevaux 0/3, 12/15 und 32/35, sowie ein Plein auf 26.
- Große Serie (Serie 0/2/3, Voisins du Zéro): Die große Serie umfasst die siebzehn Zahlen 22, 18, 29, 7, 28, 12, 35, 3, 26, 0, 32, 15, 19, 4, 21, 2 und 25, die mit neun Jetons wie folgt besetzt werden: jeweils zwei Stücke auf die drei Nummern 0/2/3 und das Carré 25/29 und je ein Stück auf die Chevaux 4/7, 12/15, 18/21, 19/22 und 32/35. Die Große Serie wird auch Voisins du Zéro genannt, ein Missverständnis mit dem Spiel mit Nachbarn (s. o.) ist ausgeschlossen, da bei der großen Serie sieben Jetons, beim Spiel mit Nachbarn drei oder fünf Jetons gesetzt werden.
- Kleine Serie (Serie 5/8 oder Tiers du Cylindre): Die kleine Serie umfasst zwölf (also ein Drittel der Zahlen, daher die französische Bezeichnung) im Kessel nebeneinander liegende Zahlen, nämlich 27, 13, 36, 11, 30, 8, 23, 10, 5, 24, 16 und 33, die mit sechs Jetons à cheval pointiert werden, und zwar je ein Stück auf 5/8, 10/11, 13/16, 23/24, 27/30 und 33/36.
- Les orphelins (dt. die Waisenkinder): Die Orphelins umfassen diejenigen acht Nummern, die zu keiner der beiden Serien zählen, das sind 1, 20, 14, 31, 9, 17, 34 und 6. Diese Nummern werden entweder mit acht Jetons voll (Orphelins en plein) oder mit nur fünf Jetons besetzt, im letzteren Fall wird ein Stück en plein auf die 1 und je eines à cheval auf 6/9, 14/17, 17/20 und 31/34 (die 17 ist in zwei Cheval-Sätzen enthalten) gesetzt.

#### Finalen
Abgesehen von diesen Kesselspielen werden auch gerne die Finalen gesetzt, das sind Folgen von Nummern mit gleicher Endziffer: Für die Finale 3 benötigt man vier Jetons und setzt damit auf die Zahlen 3, 13, 23 und 33.
Man kann auch Chevaux-Finalen spielen, für die Finale 2/5 etwa benötigt man vier Jetons, die auf 2/5, 12/15, 22/25 und 32/35 gesetzt werden usf.

### Zéro
Fällt die Kugel auf Zéro, d. h. auf die Null,
- so gewinnen die Einsätze auf die Null bzw. diejenigen, welche die Null in einer Kombination enthalten, d. h. 0/1, 0/2, 0/3, 0/1/2, 0/2/3 und 0/1/2/3,
- alle anderen mehrfachen Chancen, also Transversalen, Dutzende und Kolonnen verlieren, und
- die Einsätze auf die einfachen Chancen werden gesperrt, man sagt, sie gehen en Prison (Gefängnis).

Beispiel: Ein Spieler setzt auf Impair, die Kugel fällt auf die Null, der Einsatz wird nun gesperrt. Fällt die Kugel im nächsten Coup auf Impair, so wird der Einsatz wieder frei, der Spieler gewinnt allerdings nichts. Fällt die Kugel dagegen auf Pair, so ist der Einsatz verloren.
Landet die Kugel in der nächsten Runde erneut auf der Null, so wird er – entsprechend den klassischen Regeln, die François Blanc eingeführt hat – für die zwei Folgerunden gesperrt (Double Prison), für den Fall, dass dreimal hintereinander die Null kommt, ist der Einsatz aber in jedem Fall verloren.
Ein Spieler kann, wenn er den Einsatz nicht sperren lassen möchte, mit den Worten „Partagez la masse, s’il vous plaît“ die Hälfte seines Einsatzes zurückfordern, die andere Hälfte wird dann von der Spielbank eingezogen. Diese Möglichkeit besteht allerdings nur dann, wenn der Einsatz ein geradzahliges Vielfaches des Minimums beträgt, d. h. wenn er sich exakt halbieren lässt. Eine entsprechende Möglichkeit besteht auch beim Double Prison, wobei der Spieler ein Viertel seines Einsatzes zurückfordern kann. Eine weitere, wenn auch weniger bekannte Option für den Spieler besteht darin, einen gesperrten Einsatz auf eine andere einfache Chance verschieben zu lassen (z. B. von Impair auf Pair), wobei natürlich der Einsatz auf der gewählten Chance dann ebenfalls gesperrt ist.
Einige Casinos haben die Prison-Regel gestrichen. Fällt die Kugel dort auf Zéro, sind alle Einsätze auf einfache Chancen unmittelbar verloren.

### Bankvorteil beim französischen Roulette
Durch das Zéro sichert sich das Casino seinen Bankvorteil.
Da die Gewinnquoten für die Wetten auf die mehrfachen Chancen so berechnet sind, als ob das Zéro nicht vorhanden wäre, d. h. als ob es nur 36 statt 37 Zahlen gäbe, beträgt der Bankvorteil bei den mehrfachen Chancen 1⁄37 = 2,70 %. Die Ausschüttungsquote beträgt somit 97,30 %.
Für die einfachen Chancen gilt Folgendes: Beim klassischen französischen Roulette mit Prison-Regel beträgt der Bankvorteil 1⁄37 · 1⁄2 = 1,35 %; die Ausschüttungsquote beträgt daher 98,65 %. Ohne Prison-Regel ist der Bankvorteil doppelt so hoch und beträgt dann 2,70 %, so wie auch auf allen mehrfachen Chancen.
Gewinnt ein Spieler mit einem Einsatz auf eine volle Nummer, ist es üblich, dass er mit den Worten „Pour les employés“ ein Stück dem Tronc (fr. Opferstock) zukommen lässt. Somit verringert sich die Gewinnquote für Einsätze auf Plein von 35 : 1 auf 34 : 1 und der mittlere Verlust des Spielers verdoppelt sich bei dieser Wettart auf 2⁄37 = 5,40 %.

### Maximum
Das Maximum legt fest, dass die Spielbank für jeden einzelnen Gewinn nie mehr als einen vorher festgelegten Höchstbetrag auszahlen muss. Diese Regel dient dem Zweck, dass die Spielbank nicht infolge eines einzelnen sehr hohen Gewinns eines Spielers Insolvenz anmelden müsste.
Der Höchsteinsatz für einfache Chancen beträgt im Allgemeinen das 1200-Fache des Minimums; die Höchsteinsätze für die mehrfachen Chancen sind so gestaffelt, dass die Spielbank im Gewinnfall nie mehr als das Maximum auszahlen muss.
Für einen Tisch mit Minimum 10 € gelten daher folgende Maxima:
| Wettart             | Gewinnquote | Höchsteinsatz | Höchstgewinn |
| ------------------- | ----------- | ------------- | ------------ |
| Einfache Chancen    | 1 : 1       | 12.000 €      | 12.000 €     |
| Dutzende, Kolonnen  | 2 : 1       | 6.000 €       | 12.000 €     |
| Transversale simple | 5 : 1       | 2.400 €       | 12.000 €     |
| Carré               | 8 : 1       | 1.500 €       | 12.000 €     |
| Transversale pleine | 11 : 1      | 1.100 €       | 12.100 €     |
| Cheval              | 17 : 1      | 700 €         | 11.900 €     |
| Plein               | 35 : 1      | 350 €         | 12.250 €     |

## Amerikanisches Roulette

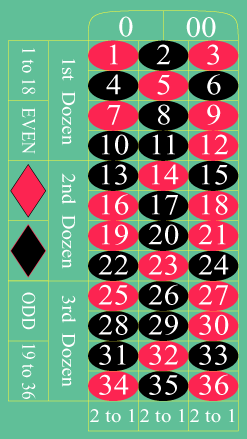
Tableau für das amerikanische Roulette

Die Abwicklung des Spieles vollzieht sich beim American Roulette in rascherem Tempo als bei der klassischen französischen Variante. Die Tische sind daher etwas kleiner, sodass jeder Spieler selbst setzen kann und keine Annoncen nötig sind. Die Ansagen der Croupiers erfolgen üblicherweise in englischer statt französischer Sprache, die Bezeichnungen am Tableau (hier: Lay out) sind englisch, auch ist die Anordnung der Einsatzfelder eine andere. Der Croupier zeigt die Gewinnzahl nicht mit dem Rateau an, sondern markiert sie mit einer kleinen Figur namens Dolly.
Beim American Roulette, so wie es in den europäischen Spielbanken angeboten wird, gilt für die einfachen Chancen folgende Zéro-Regel: Fällt die Kugel auf die Null, so wird die Hälfte der Einsätze eingezogen.
Eine Besonderheit des American Roulette ist die Möglichkeit, mit persönlichen Chips zu spielen. Diese Spielmarken besitzen keine Wertangabe und werden nur am Tisch in verschiedenen Farben ausgegeben. Jeder Spieler bestimmt beim Kauf den Wert, der für jeden sichtbar angezeigt wird. Diese Chips können nur an dem betreffenden Tisch gespielt werden und müssen bei Beendigung des Spiels an diesem Tisch zurückgewechselt werden.

### USA

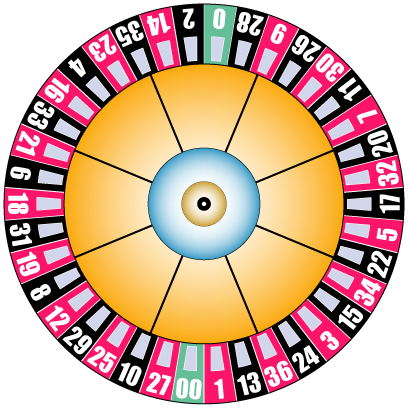
Die Anordnung der Zahlen im amerikanischen Roulettekessel

American Roulette, so wie es in den europäischen Casinos gespielt wird, unterscheidet sich vom Spiel in den USA vor allem dadurch, dass in Europa der französische Roulettekessel mit den 37 Zahlen 0, 1–36 verwendet wird. Die Zahlen im amerikanischen Kessel sind nicht nur anders angeordnet, der in den USA gebräuchliche Zylinder enthält zusätzlich als 38. Zahl die Doppel-Null (Double zero).

### Zero und Double zero
Fällt die Kugel auf Zero, d. h. auf die Null,
- so gewinnen die Einsätze auf die Null bzw. diejenigen, welche die Null in einer Kombination enthalten, d. h. 0/00, 0/1, 0/2, 0/1/2, 0/00/2 und 0/00/1/2/3;
- alle anderen mehrfachen Chancen, also Transversalen, Dutzende und Kolonnen verlieren, und ebenso alle Einsätze auf einfache Chancen.

Fällt die Kugel auf Double Zero, d. h. auf die Doppel-Null,
- so gewinnen die Einsätze auf die Doppel-Null bzw. diejenigen, welche die Doppel-Null in einer Kombination enthalten, d. h. 0/00, 00/2, 00/3, 0/00/2, 00/2/3 und 0/00/1/2/3;
- alle anderen mehrfachen Chancen, also Transversalen, Dutzende und Kolonnen verlieren, und ebenso alle Einsätze auf einfache Chancen.

### Bankvorteil beim Spiel in den USA
Aufgrund des Doppelzéros ist der Bankvorteil in den USA mit 2/38 = 5,26 % wesentlich größer als beim Roulette in Europa. Die Regel, dass die Sätze auf den einfachen Chancen bei einer Null nur zur Hälfte verlieren, gilt nicht: In den USA werden die Einsätze zur Gänze eingezogen.
Beim amerikanischen Roulette mit Zéro und Doppelzéro gibt es allerdings keinen Tronc – dadurch entspricht der erwartete Verlust des Spielers bei den Sätzen auf eine volle Nummer annähernd den Verhältnissen beim klassischen Roulette (5,26 % im Vergleich zu 5,40 % beim klassischen Roulette), bei allen anderen Wettmöglichkeiten ist natürlich die europäische Spielweise für den Spieler wesentlich vorteilhafter.
Die Wette auf die fünf Nummern 0/00/1/2/3 (First Five) wird im Verhältnis 6:1 ausbezahlt; der Bankvorteil beträgt hierbei 7,89 %; dies ist die schlechteste Wette überhaupt.

## Roulette-Varianten
- Boule und das mechanische Pferderoulette Petits chevaux
- Sandown
- Glücksrad
- Multicolore

Außerdem:
- Russisches Roulette
- Englisches Roulette ist ein anderer Name für das Kartenglücksspiel Hoggenheimer.